# Wally Ann Wharton
Wally Ann Wharton (* 11. Januar 1955 als Anne Marie Wharton in Santa Monica, Kalifornien) ist eine US-amerikanische Schauspielerin.

## Leben
Wharton studierte Theater an der University of California, Los Angeles und beendete ihre Ausbildung 1976 mit dem Bachelorabschluss. Zu Anfang ihrer Karriere absolvierte sie einige Auftritte in TV-Werbespots, unter anderem für McDonald’s. Ihre erste Spielfilmrolle erhielt sie 1978; als Debbie spielte sie an der Seite von Cheech und Chong im Kultfilm Viel Rauch um nichts. Dies sollte zugleich ihre bekannteste Filmrolle bleiben. Im darauf folgenden Jahr war sie neben Kristine DeBell im B-Movie-Thriller A.G.R. – The Great American Girl Robbery zu sehen. Es folgten noch zwei weitere Filmauftritte in den 1980er Jahren, bei denen es sich jedoch um kleinere Nebenrollen handelte.
In den 1990er Jahren arbeitete Wharton als Kolumnistin für verschiedene Erotikmagazine wie Hustler und Adult Video News. Seit Mitte der 1990er Jahre spielte sie in zahlreichen Pornofilmen in Non-Sex-Rollen, unter anderem neben Nina Hartley, Porsche Lynn, Asia Carrera und Buck Adams.

## Filmografie (Auswahl)
- 1978: Viel Rauch um nichts (Up in Smoke)
- 1979: A.G.R. – The Great American Girl Robbery (The Great American Girl Robbery)
- 1981: Herzquietschen (Heartbeeps)
- 1986: Club Sandwich (Last Resort)